# 染色体倒位

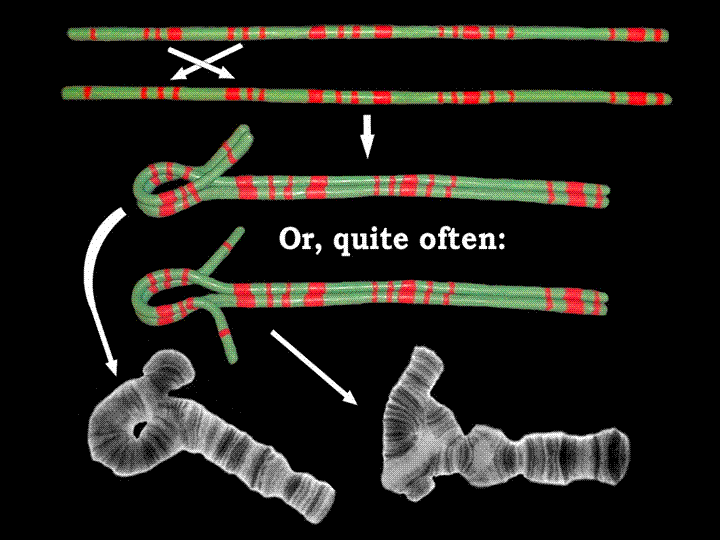
以多線染色體觀察染色體倒位的現象

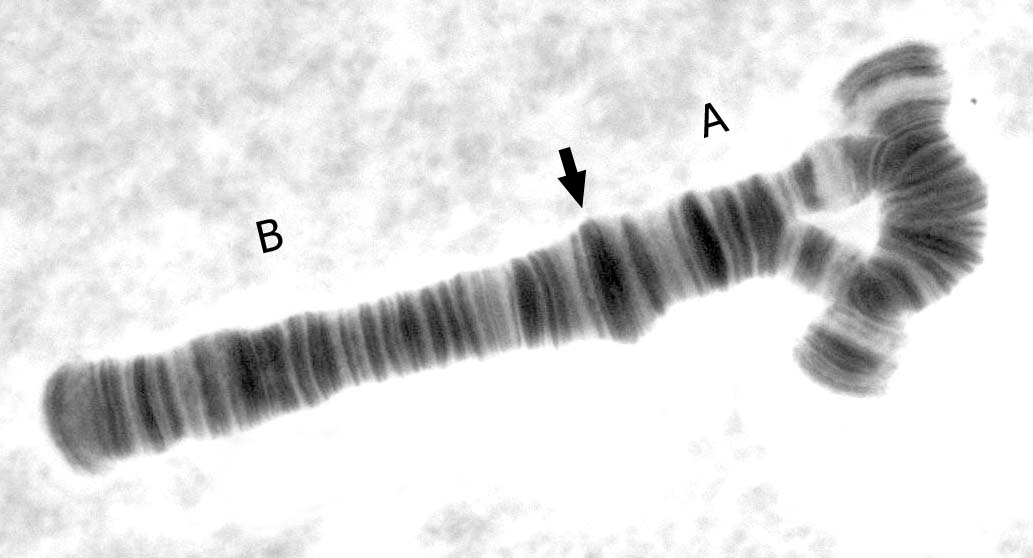
阿克西摇蚊属物種發生倒位的多線染色體

染色体倒位（Chromosomal inversion）為真核生物細胞中染色體某段序列前後倒置、使核苷酸序列排列相反的突變，最早於1921年由美國遺傳學家阿尔弗雷德·斯特蒂文特發現，若發生倒位的區域包含中節即稱為臂间倒位（pericentric inversion），若不包含則稱為臂內倒位（paracentric Inversion），基因組中的反向重複序列可能會引發位點特異性重組而造成染色體倒位。染色體倒位大多不會造成嚴重疾病，少數致病者可能是因倒位影響單一基因序列或基因表現，如四成左右的血友病A型為X染色體上發生倒位而缺乏第8凝血因子，也有染色體倒位造成己醛糖酸鹽硫酸脂脢突變而致韓特氏症，以及造成emerin蛋白突變而致Emery-Dreifuss肌失養症的案例。臂间倒位可能會在減數分裂時影響互換進行而產生異常的配子。
有些細胞遺傳學技術有助於染色体倒位的檢測，如1933年美國動物學家費洛普勒·皮特提出以果蠅多線染色體觀察染色体倒位的研究方法。
身高234公分的美國人布倫登·亞當斯曾是金氏世界紀錄保持者，其身高是12號染色體一段序列倒位所致。